# Ontvoering van Ewold Horn
De ontvoering van Ewold Horn door de islamitische terreurorganisatie Abu Sayyaf vond plaats op 1 februari 2012. De Nederlander Horn werd ontvoerd in Panglima Sugala in de provincie Tawi-Tawi in het zuidwesten van de Filipijnen en werd gedurende zeven jaar vastgehouden. Deze gijzeling eindigde in mei 2019 toen Horn in de buurt van Patikul bij een vuurgevecht tussen Abu Sayyaf en Filipijnse regeringstroepen werd doodgeschoten.

## Achtergrond
Ewold Horn (geboren in 1960 en woonachtig in Termunten) was een vogelspotter en preparateur. Zijn ouders hadden een natuurmuseum bij het Drouwenerzand. Hij was vermaard als preparateur en werkte onder andere voor het Natuurhistorisch Museum Rotterdam, Naturalis en het Naturhistorisches Museum Bern. Begin 2012 reisde hij naar de Filipijnen, waar hij met een Zwitserse collega op zoek ging naar de Sulu-neushoornvogel.

## Ontvoering
Op 1 februari 2012 werd een boot met Horn, zijn metgezel Lorenzo Vinciguerra en enkele gidsen gekaapt door Abu Sayyaf. Horn en Vinciguerra waren op weg naar het vliegveld voor de terugtocht naar Europa. Ze werden gevangen genomen en vervoerd naar het eiland Jolo. Vinciguerra ontsnapte in december 2014. Volgens hem was Horn op dat moment te ziek en zwak om ook te ontkomen. In augustus 2015 zou het Filipijnse leger bezig zijn geweest om hem en andere gegijzelden te bevrijden, maar diezelfde dag meldde de Nederlandse minister Bert Koenders dat Horn niet bij deze bevrijdingsactie betrokken was. De Nederlandse regering zou diverse pogingen hebben gedaan om Horn vrij te krijgen.
In 2017 pleitte een dochter van Horn in een interview met Trouw voor meer aandacht voor de ontvoeringszaak. Het Nederlands ministerie van Buitenlandse zaken koos uit strategisch oogpunt juist voor mediastilte, omdat open communicatie over de kwestie niet in het belang van Horn zou zijn. De familie hekelde de Nederlandse Kamerleden, die geen aandacht zouden hebben voor de gijzeling. Ook zou niet bekend zijn onder welke voorwaarden Abu Sayyaf Horn zou willen vrijlaten. In januari 2019 meldde een vrijgelaten Filipijnse gegijzelde dat Ewold Horn zwaar ondervoed was, maar nog in leven was. Hij zou gevangen worden gehouden door een groep onder leiding van Radullan Sahiron. Sahiron zou Horn willen ruilen tegen een aantal veroordeelde terroristen van Abu Sayyaf.

## Overlijden
Op 31 mei 2019 kwam de op dat moment 59-jarige Ewold Horn om het leven bij een vuurgevecht tussen regeringstroepen en militanten van Abu Sayyaf. Horn zou een poging hebben gedaan om te ontsnappen en daarbij zijn vermoord door zijn bewakers. Behalve Horn kwamen zes terroristen om het leven.